# نيلسون كوسيو
نيلسون كوسيو (بالإسبانية: Nelson Cossio)‏ هو لاعب كرة قدم تشيلي في مركز حراسة المرمى، ولد في 14 يونيو 1966 في سانتياغو في تشيلي. شارك مع منتخب تشيلي لكرة القدم. أما مع النوادي، فقد لعب مع أوداكس إيتاليانو وإيفرتون دي فينا ديل مار وديبورتيس أنتوفاغاستا وديبورتيس إيكيكي ونادي أونيفرسيداد دي تشيلي ونادي أونيفرسيداد كاتوليكا ونادي بالستينو ويونيون إسبانيولا.

## وصلات خارجية
- نيلسون كوسيو على موقع الاتحاد الدولي (مؤرشف)  (الإنجليزية)
- نيلسون كوسيو على موقع قاعدة بيانات كرة القدم.إي يو (الإنجليزية)
- نيلسون كوسيو على موقع ناشيونال فوتبول تيمز (الإنجليزية)
- نيلسون كوسيو على موقع عالم كرة القدم.نت (الإنجليزية)